# النقاعة (حفاش)

تعديل مصدري - تعديل

النقاعة هي إحدى قرى عزلة بني مأمون بمديرية حفاش التابعة لمحافظة المحويت، بلغ تعداد سكانها 236 نسمة حسب تعداد اليمن لعام 2004.